# Yankton (Volk)

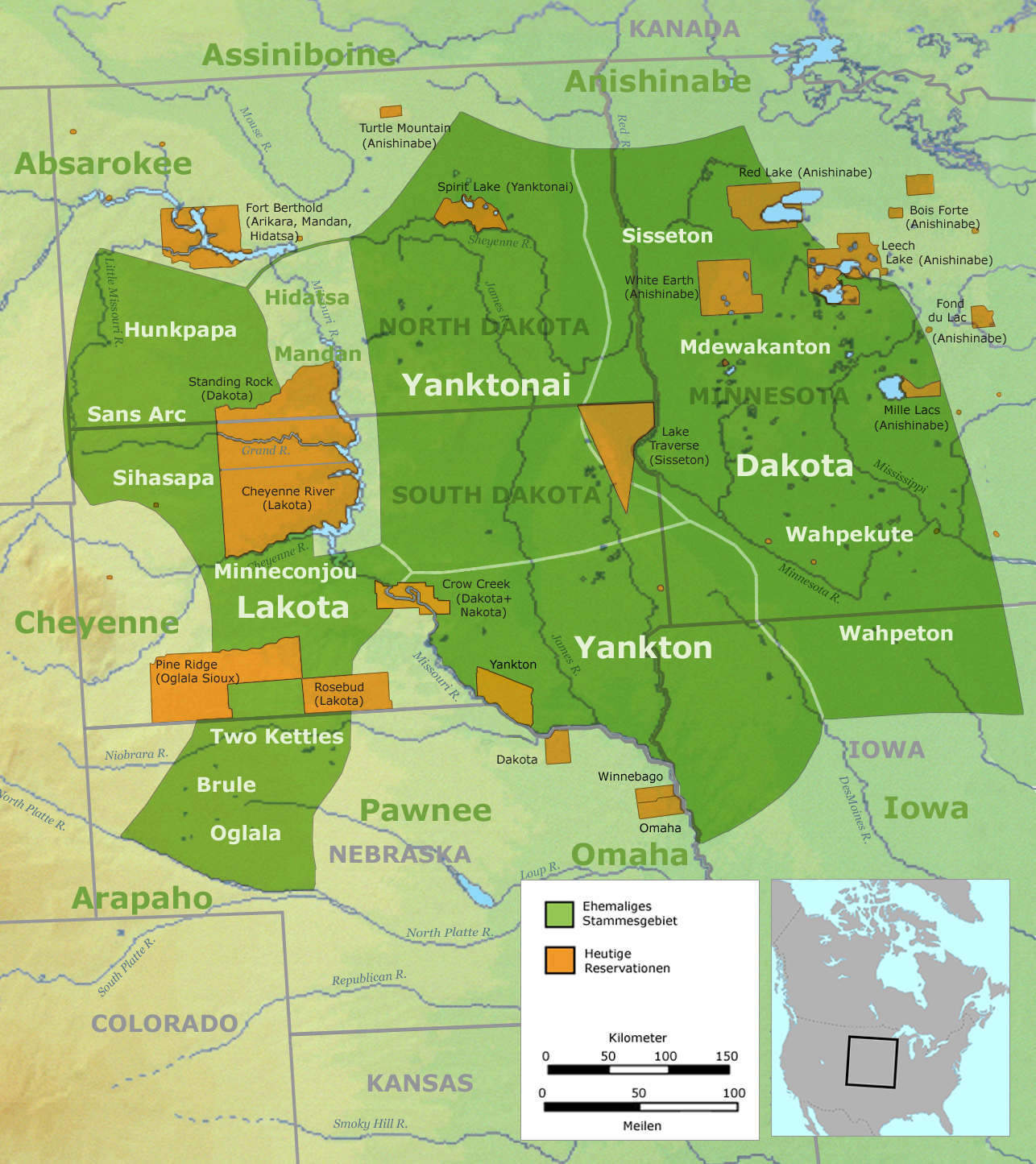
Ehemalige Stammesgebiete der Sioux-Gruppen: der Nakota (Yanktonai und Yankton), der benachbarten Dakota sowie Lakota-Stämme und heutige Reservationen

Die Yankton oder Ihanke-towan (von Iháŋktȟuŋwaŋ - ‘Village at the End’, Ihanke - ‘Ende’; tonwan - ‘Dorf’: Dorfende), sind ein nordamerikanischer Indianerstamm und gehören zusammen mit den Yanktonai den Nakota (auch Westliche Dakota genannt) an, die die mittlere Dialekt- und Stammesgruppe der Sioux aus der Sioux-Sprachfamilie bilden. Da beide zwischen den Lakota im Westen und den Dakota (Östliche Dakota) ihre Stammesgebiete hatten, werden sie auch als Mittlere Dakota bezeichnet.
Ursprünglich lebten die Yankton gemeinsam mit den übrigen Sioux-Stämmen im Gebiet westlich der Großen Seen, wurden aber von den Anishinabe nach Süden und Westen verdrängt. Auf der Wanderung in ihre neuen Jagdgründe teilten sie sich im Laufe der Zeit in drei große Dialekt- und Stammesgruppen, nämlich die Dakota, Nakota und Lakota, die sich im Dialekt und teilweise auch in ihrer Lebensweise und Kultur unterschieden.
Früher zählte man auch die Assiniboine und Stoney zu den Nakota und bezeichnete sie oftmals als Nördliche Nakota, um sie von den Südlichen Nakota (den Yanktonai und Yankton) zu unterscheiden. Jedoch hatten sich die Assiniboine schon vor 1640 von den Wazikute der Upper Yanktonai getrennt und waren nach Norden auf die südlichen kanadischen Prärieprovinzen gezogen, wo sie sich mit den Plains und Woodland Cree und Anishinabe verbündeten. Die nun feindlichen Sioux bezeichneten die Assiniboine daher als Hohe - ‘Rebellen’.
Während Dakhótiyapi (Santee-Sisseton) und Lakȟótiyapi heute noch von vielen Sioux gesprochen wird, ist die Dialektvariante des Dakȟótiyapi (Yankton-Yanktonai) nahezu ausgestorben.

## Stämme der Yankton
Die Yankton unterteilten sich in mehrere Unterstämme oder Gruppen (Thiyóšpaye, engl. bands), die wiederum aus mehreren tiwahe (engl. Camps oder family circle) bestanden:
- Chankute
- Chagu
- Wakmuhaoin
- Ihaisdaye
- Wacheunpa
- Ikmun
- Oyateshicha
- Washichunchincha

Ursprünglich bildeten sieben Stämme der Sioux eine Allianz, die sie Oceti Sakowin oder Očhéthi Šakówiŋ (‘Das Feuer der sieben Stämme’, ‘Die sieben Ratsfeuer’) nannten. Zu den Očhéthi Šakówiŋ gehörten neben den vier Östlichen Dakota-Stämmen (Mdewakanton, Wahpekute, Sisseton, Wahpeton) die zur Nakota-Stammesgruppe gehörenden Yankton (Iháŋkthuŋwaŋ) und Yanktonai (Iháŋkthuŋwaŋna) sowie als größte Gruppe die Lakota (oft auch als Teton bezeichnet, abgeleitet von Thítȟuŋwaŋ - ‘Dwellers of the Plains’).
Die Mdewakanton waren bis zum Aufstand der Östlichen Dakota 1862 in Minnesota der führende Stamm der Očhéthi Šakówiŋ, mussten aber als Folge der Niederlage, bei der sie große Verluste an Menschen und Kampfkraft erlitten, ihre Stellung innerhalb der Allianz an die größte Gruppe der Teton, den Oglala, abtreten.

## Kultur und Lebensweise

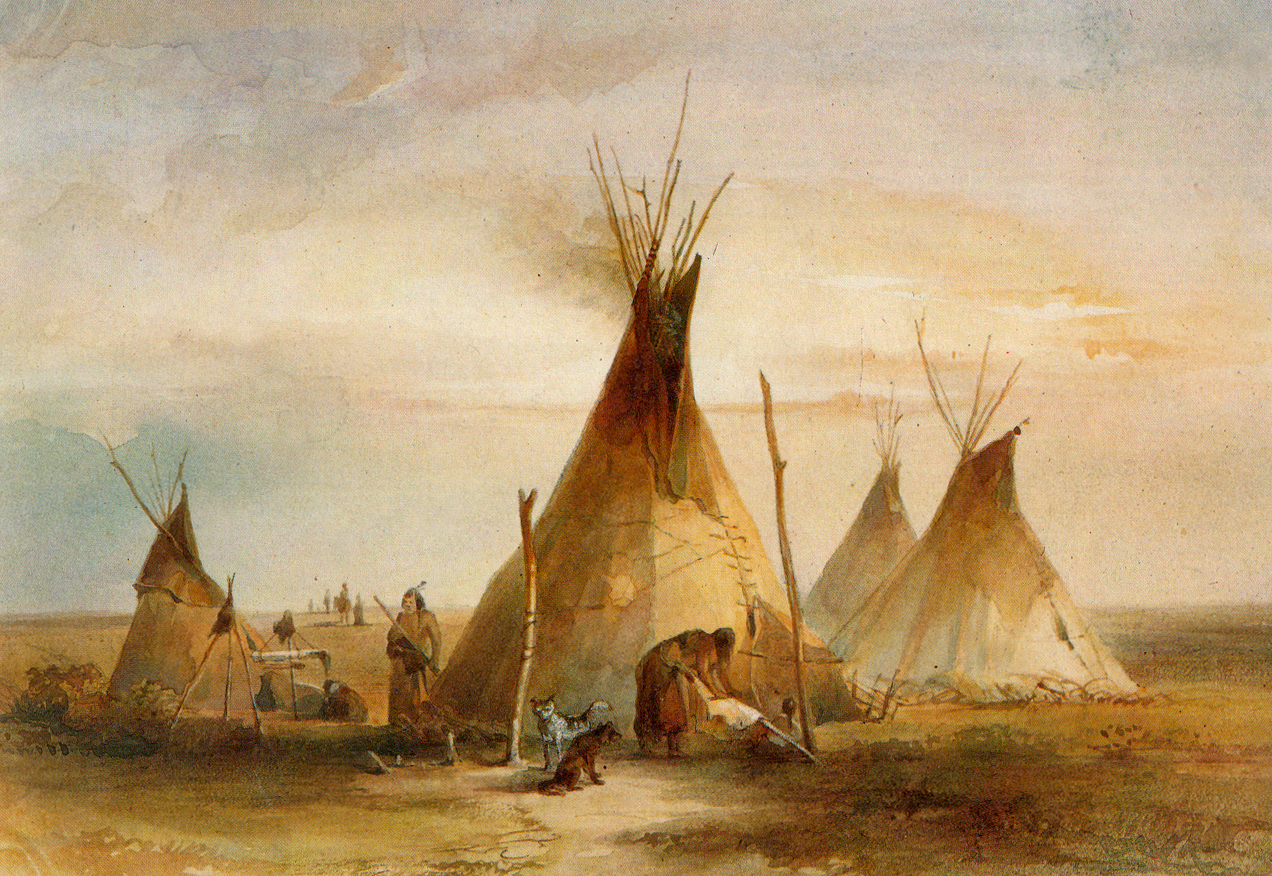
Tipis der Sioux, um 1833 von Karl Bodmer gemalt.

Als die Yankton auf ihrer erzwungenen Wanderung nach Westen ihr Stammesgebiet in der Prärie im heutigen südlichen South Dakota, nordwestlichen Iowa und südwestlichen Minnesota sowie nördlich des Missouri Rivers, erreicht hatten, wechselten sie von der Waldland- zur Plainskultur, wohnten aber in ortsfesten Dörfern entlang der Flüsse und betrieben neben der Jagd auch in kleinem Rahmen Landwirtschaft. Dort lebten sie in Erdhäusern, die besseren Schutz in den bitterkalten Wintern boten, aber auch in den heißen Sommermonaten kühl blieben. Im Wesentlichen aber waren sie auf die riesigen Bisonherden angewiesen, die ihnen Nahrung und Rohstoffe für fast alle Bedürfnisse des täglichen Lebens lieferten. Bevor die ersten Pferde der Spanier aus dem Süden das Grasland erreichten, zogen die Präriestämme zu Fuß als Nomaden auf den Großen Ebenen umher. Sie wohnten in kleinen, tragbaren Tipis aus drei oder vier Stangen, die mit zusammengenähten Bisonhäuten abgedeckt wurden. Ihre gesamte Habe wurde auf diese Stangen gepackt, und von Hunden gezogen. Diese Vorrichtung nannte man Travois. Nach dem Pueblo-Aufstand im Jahr 1680 flohen viele spanische Siedler nach Mexiko und ließen ihre Pferde zurück, die durch Handel oder Diebstahl zu den Stämmen auf den Prärien im Norden gelangten. Innerhalb von nur 75 Jahren veränderte das Pferd, das von den Indianern Großer Hund genannt wurde, das Leben und die Kultur auf den Großen Ebenen. Pferde ermöglichten den Transport längerer Stangen und damit größere Tipis. Die Indianer konnten schneller von Ort zu Ort kommen und mehr Bisons jagen. Sie bekamen mehr Fleisch zum Essen und Häute für ihre Kleidung und Tipis. Diese günstigeren Lebensverhältnisse sorgten auch für mehr Bevölkerungswachstum.
Nach der Einführung von Feuerwaffen im 18. Jahrhundert entwickelten die Präriestämme eine komplexe, ritualisierte Form der Kriegsführung, bei der das bloße Berühren des Gegners höher eingeschätzt wurde, als das Töten und Skalpieren. Dieses Berühren eines Feindes im Kampf nannte man Counting Coup und ein berühmter Häuptling der Absarokee hieß Plenty Coups (Viele Coups).
Im Gebiet der Yankton im südwestlichen Minnesota, auf dem Coteau des Prairies, liegt der heilige Pfeifensteinbruch, ein über einen Quadratkilometer großes Gelände, das bei den Indianern seit alten Zeiten als Friedenszone galt. Das dort gefundene rötlich gefärbte Mineral, ein Aluminiumsilikat, bekam den Namen Catlinit nach dem Maler George Catlin, der den Ort als erster Weißer beschrieb und das Gestein untersuchen ließ. Das weiche Material eignet sich vorzüglich zum Schnitzen von Pfeifenköpfen und wird erst nach längerem Kontakt mit der Luft gehärtet. Um den Steinbruch haben sich Mythen gebildet, in denen davon berichtet wird, der Stein habe seine Farbe durch Indianerblut erhalten. Heute liegt an dieser Stelle das Pipestone National Monument.

## Geschichte
Ende des 17. Jahrhunderts trafen frühe Forschungsreisende in der Gegend von Lake Mille Lacs und Leech Lake im heutigen Minnesota auf die Yankton und Yanktonai. Auf einer Karte von Guillaume Delisle aus dem Jahr 1708 findet man die Yankton am Ostufer des Missouri bei der heutigen Stadt Sioux City in Iowa. Für etwa ein Jahrhundert wurden die Yankton in den Geschichtsbüchern nicht mehr erwähnt. Aus Berichten von Lewis und Clark geht hervor, dass sich ihr Wohngebiet um 1804 am Big und Little Sioux, Floyd und Des Moines River erstreckte. Am Missouri hatten sie Kontakt zu Händlern, die mit Booten den Fluss heraufkamen. In den 1840er Jahren lebten sie am Vermillion River in South Dakota. Im Vertrag von Washington am 19. April 1858 hatten sie fast ihr gesamtes Land in South Dakota an die Regierung abgetreten und zogen in eine Reservation am Nordufer des Missouri, ohne dass es in der Zukunft zu Konflikten mit den weißen Siedlern kam. Als Gegenleistung erhielten sie Geld, Lebensmittel und Warenlieferungen von der Regierung. Der Amerikanische Bürgerkrieg (1861–1865) führte zu Zahlungsschwierigkeiten und zum Ausbleiben der jährlichen Lieferungen, das eine Hungersnot bei den Yankton auslöste. Es kam zu Unruhen in einigen Gruppen, doch beim Ausbruch des Sioux-Aufstands 1862 in Minnesota hielt sie ihr Oberhäuptling Palaneapape (‘Struck A Pawnee’, auch Padani Apapi oder Pa-Da-Ni-A-Ha-Hi - ‘Struck by the Ree’) aus dem Konflikt heraus und warnte die weißen Siedler rechtzeitig, den Schutz der Forts aufzusuchen. Er rettete damit vielen Weißen das Leben. Kurz nach der Verabschiedung des Dawes Acts im Jahr 1887 begann die Aufteilung der Reservation in einzelne Parzellen und wurde 1890 beendet.

## Demografie
Lewis und Clark schätzten ihre Zahl 1807 auf 700 Angehörige. Das Bureau of Indian Affairs nannte für 1842 eine Bevölkerung von 2.500 Yankton, im Jahr 1862 wurden 3.000, 1867 gab es 2.530 und 1886 zählte man 1.776 Stammesangehörige. Bei der Volkszählung im Jahr 2000 wurden 4.961 Yankton ermittelt, die überwiegend in der Yankton- und Crow-Creek-Reservation leben.

## Heutige Stämme der Yankton
Die Yankton sind heute in folgenden zwei auf Bundesebene anerkannten Stämmen (federally recognized tribes) organisiert und eingeschrieben:
Vereinigte Staaten – South Dakota
- Yankton Sioux Tribe[12] (auch Ihanktonwan Dakota Oyate, die Yankton Reservation umfasst ca. 1.772 km² und liegt im äußersten Südosten von South Dakota, im Süden bildet der Missouri River zugleich die Reservats als auch die Bundesstaatsgrenze zu Nebraska, Verwaltungssitz ist Marty, Stammesgruppe: Nakota, Stamm: Yankton sowie einige Yanktonai, Stammesmitglieder gesamt (Weiße und Indianer): 15.594 (davon 4.510 Sioux), hiervon leben 6.465, darunter 1.396 Sioux, im Reservat)
- Crow Creek Sioux Tribe (die Crow Creek Reservation mit Verwaltungssitz in Fort Thompson umfasst ca. 1.092 km² und liegt in der Mitte South Dakotas entlang des Ostufers des Missouri River, am Westufer liegt die Lower Brule Reservation, Stammesgruppen: Dakota, Nakota, Stämme: Mdewakanton (People of Spirit Lake), Yankton (Ihanktonwan – People of the End) sowie einige Lower Yanktonai (Hunkpatina), Stammesmitglieder gesamt (Weiße und Indianer): 22.364 (davon 5.659 Sioux), hiervon leben 2.010, darunter 1.821 Sioux, im Reservat)